# Flora-Stil

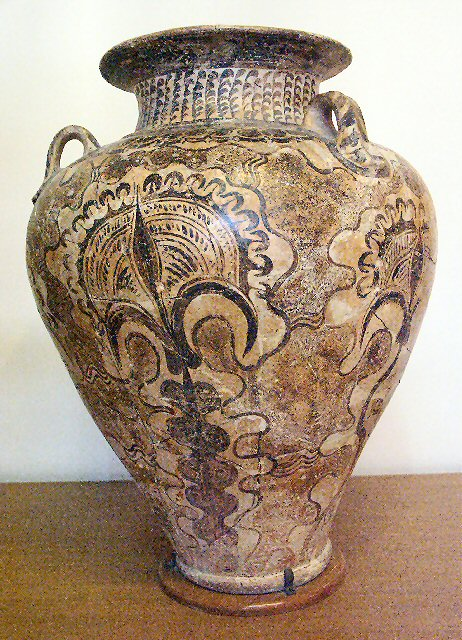
Amphora im Flora-Stil

Als Flora-Stil, auch Floral-Stil oder Pflanzen-Stil, bezeichnet man in der Archäologie einen Keramikstil aus der kretisch-minoischen Neupalastzeit, der auf die Zeit um 1650 v. Chr. bis 1450 v. Chr. datiert wird.
Merkmale des Flora-Stils sind Motive aus der Pflanzenwelt, die in dunkler Farbe auf hellem Grund aufgetragen werden. Dargestellt sind u. a. Lilien, Papyrusstauden bzw. Blüten, Safran, Iris und Blätterwerk.
Zahlreiche Objekte im Flora-Stil werden im Archäologischen Museum in Iraklio auf Kreta ausgestellt.